# Cassidinella incisa
Cassidinella incisa är en kräftdjursart som beskrevs av Thomas Whitelegge 1901. Cassidinella incisa ingår i släktet Cassidinella och familjen klotkräftor. Inga underarter finns listade i Catalogue of Life.